# 40233 Baradeau
40233 Baradeau este o planetă minoră (asteroid) din centura de asteroizi. A fost descoperită pe 20 octombrie 1998 la Caussols de OCA-DLR Asteroid Survey⁠(d). 
Obiectul prezintă o orbită caracterizată de o semiaxă mare de 3,1867095359475 UAi, o excentricitate de 0,18338389420251, o înclinație de 7,023212190512 ° în raport cu ecliptica.